# Championnat du monde de hockey sur glace 1949
Navigation
Tchécoslovaquie 1947 Londres 1950
Le seizième  championnat du monde de hockey sur glace et par la même occasion le vingt-septième championnat d'Europe a eu lieu entre le 12 et le 20 février 1949 à Stockholm  en Suède. Dix nations ont participé au tournoi et le Canada est représenté par l'équipe amateur des Wolves de Sudbury.

## Phase préliminaire

### Groupe A
Résultats des matchs
- Canada 47-0 Danemark
- Canada 7-0 Autriche
- Autriche 25-1 Danemark

| # | Équipe   | PJ | V | N | D | BP | BC | Diff | Pts |
| - | -------- | -- | - | - | - | -- | -- | ---- | --- |
| 1 | Canada   | 2  | 2 | 0 | 0 | 54 | 0  | +54  | 4   |
| 2 | Autriche | 2  | 1 | 0 | 1 | 25 | 8  | +17  | 2   |
| 3 | Danemark | 2  | 0 | 0 | 2 | 1  | 72 | -71  | 0   |

### Groupe B
Résultats des matchs
- Norvège 2-0 Belgique
- États-Unis 12-5 Suisse
- Suisse 18-2 Belgique
- États-Unis 12-1 Norvège
- Suisse 7-1 Norvège
- États-Unis 12-0 Belgique

| # | Équipe     | PJ | V | N | D | BP | BC | Diff | Pts |
| - | ---------- | -- | - | - | - | -- | -- | ---- | --- |
| 1 | États-Unis | 3  | 3 | 0 | 0 | 36 | 6  | +30  | 6   |
| 2 | Suisse     | 3  | 2 | 0 | 1 | 30 | 15 | +15  | 4   |
| 3 | Norvège    | 3  | 1 | 0 | 2 | 4  | 19 | -15  | 2   |
| 4 | Belgique   | 3  | 0 | 0 | 3 | 2  | 32 | -30  | 0   |

### Groupe C
Résultats des matchs
- Suède 12-1 Finlande
- Suède 4-2 Tchécoslovaquie
- Tchécoslovaquie 19-2 Finlande

| # | Équipe          | PJ | V | N | D | BP | BC | Diff | Pts |
| - | --------------- | -- | - | - | - | -- | -- | ---- | --- |
| 1 | Suède           | 2  | 2 | 0 | 0 | 16 | 3  | +13  | 4   |
| 2 | Tchécoslovaquie | 2  | 1 | 0 | 1 | 21 | 6  | +15  | 2   |
| 3 | Finlande        | 2  | 0 | 0 | 2 | 3  | 31 | -28  | 0   |

## Phase finale

### Tournoi pour la septième place
Résultats des matchs
- Belgique 8-3 Danemark
- Finlande 7-3 Norvège
- Finlande 17-2 Belgique
- Norvège 14-1 Belgique

Le Danemark déclare forfait pour ses deux derniers matchs.
| #  | Équipe   | PJ      | V       | N       | D       | BP      | BC      | Diff    | Pts     |
| -- | -------- | ------- | ------- | ------- | ------- | ------- | ------- | ------- | ------- |
| 7  | Finlande | 2       | 2       | 0       | 0       | 24      | 5       | +19     | 4       |
| 8  | Norvège  | 2       | 1       | 0       | 1       | 17      | 8       | +9      | 2       |
| 9  | Belgique | 2       | 0       | 0       | 2       | 3       | 31      | -28     | 0       |
| 10 | Danemark | Forfait | Forfait | Forfait | Forfait | Forfait | Forfait | Forfait | Forfait |

### Tournoi pour la première place
Résultats des matchs
| 15 février - Canada 2-3 Tchécoslovaquie - Suède 18-0 Autriche - États-Unis 4-5 Suisse 16 février - Tchécoslovaquie 7-1 Autriche - Suède 2-2 Canada | 17 février - Canada 7-2 États-Unis - Suède 3-1 Suisse 18 février - Tchécoslovaquie 8-1 Suisse - Canada 8-2 Autriche - Suède 3-6 États-Unis | 19 février - Suisse 10-1 Autriche - États-Unis 2-0 Tchécoslovaquie 20 février - États-Unis 9-1 Autriche - Suède 0-3 Tchécoslovaquie - Canada 1-1 Suisse |

| # | Équipe          | PJ | V | N | D | BP | BC | Diff | Pts |
| - | --------------- | -- | - | - | - | -- | -- | ---- | --- |
|   | Tchécoslovaquie | 5  | 4 | 0 | 1 | 21 | 6  | +15  | 8   |
|   | Canada          | 5  | 2 | 2 | 1 | 20 | 10 | +10  | 6   |
|   | États-Unis      | 5  | 3 | 0 | 2 | 23 | 16 | +7   | 6   |
| 4 | Suède           | 5  | 2 | 1 | 2 | 26 | 12 | +14  | 5   |
| 5 | Suisse          | 5  | 2 | 1 | 2 | 18 | 17 | +1   | 5   |
| 6 | Autriche        | 5  | 0 | 0 | 5 | 5  | 52 | -47  | 0   |

## Bilan
Lors du premier match de la poule finale, la Tchécoslovaquie défait le Canada. Il s'agit de la première défaite des canadiens lors d'un championnat du monde contre une nation européenne (en considérant la Grande-Bretagne de 1936 comme canadienne).
la Tchécoslovaquie s'adjuge son 2e titre mondial en battant par 3 à 0 le pays hôte, la Suède, lors du match couperet de la dernière journée.

### Classement final
| #      | Équipe          |
| ------ | --------------- |
| Or     | Tchécoslovaquie |
| Argent | Canada          |
| Bronze | États-Unis      |
| 4      | Suède           |
| 5      | Suisse          |
| 6      | Autriche        |
| 7      | Finlande        |
| 8      | Norvège         |
| 9      | Belgique        |
| 10     | Danemark        |

| # | Équipe          |
| - | --------------- |
| 1 | Tchécoslovaquie |
| 2 | Suède           |
| 3 | Suisse          |
| 4 | Autriche        |
| 5 | Finlande        |
| 6 | Norvège         |
| 7 | Belgique        |
| 8 | Danemark        |

### Médaillés
Voici l'alignement complet des médaillés du tournoi :
| Champions du mondeTchécoslovaquie | Miroslav Bouzek, Augustin Bubník, Přemysl Hajný, Josef Jiřka, Vladimír Kobranov, Stanislav Konopásek, Rudolf Macelis, Miroslav Marek, Josef Mizera, Bohumil Modrý, Oldřich Němec, Zdeněk Pícha, Václav Roziňák, Josef Trousílek, Jiří Vacovský, Vladimír Zábrodský Entraîneur : Antonín Vodička |

| ArgentCanada | Ray Bauer, Joe de Bastiani, Bill Dimoch, Émil Gagné, Bud Hashey, Barney Hillson, Herb Kewley, John Kovich, Bob Mills, Don Munroe, Al Picard, Jim Russell, Tom Russell, Don Stanley, Joe Tergesen Entraîneur : Max Silverman |

| BronzeÉtats-Unis | Richard Bittner, Arthur Crouse, Don Crowley, Pat Finnigan, Charles Holt, Buzz Johnson, Prince Johnson, John Kelly, Gerry Kilmartin, Bruce Mather, Jack Riley, William Thayer, Allan Van, Norm Walker, Al Yurkewicz Entraîneur : Jack Riley |